# Максакова, Лариса Сергеевна
Лариса Сергеевна Максакова (род. 29 ноября 1946 года в селе Павельцово Краснополянского района Московской области, РСФСР, СССР) — российский политический деятель, депутат Государственной думы ФС РФ первого созыва (1993—1995).

## Биография
С 1970 по 1972 год работала контролёром плёнки и растворов киностудии «Центрнаучфильм», В 1972 году получила высшее образование по специальности «инженер химик-технолог» в Ленинградском институте киноинженеров. С 1972 по 1987 год работала инженером, старшим инженером, с 1987 по 1992 год — начальником отдела на киностудии «Центрнаучфильм».
В 1993 году была избрана депутатом Государственной думы Федерального собрания Российской Федерации первого созыва. В Государственной думе была членом комитета по вопросам геополитики, членом Мандатной комиссии, входила во фракцию Либерально-демократической партии России.